# سكوت هيندريكس
سكوت هيندريكس (بالإنجليزية: Scott Hendricks)‏ هو منتج أسطوانات وموسيقي وملحن ومغني أمريكي، ولد في 26 يوليو 1956 في كلينتون في الولايات المتحدة.

## وصلات خارجية
- الموقع الرسمي
- سكوت هيندريكس على موقع IMDb (الإنجليزية)
- سكوت هيندريكس على موقع ميوزك برينز (الإنجليزية)
- سكوت هيندريكس على موقع ديسكوغز (الإنجليزية)